# Fatoş Gürkan
Fatoş Gürkan (* 1. Januar 1966 im Dorf Çevlik des Landkreises Karaisalı der Provinz Adana) ist eine türkische Anwältin und Politikerin der AKP.
Gürkan absolvierte ihr Studium an der Fakultät für Rechtswissenschaften der Ankara Üniversitesi. Danach arbeitete sie als freie Anwältin. Gürkan ist Mitglied der Stiftung TEMA und des Karaisalılar-Vereins sowie des Instituts für türkisches Recht. Sie arbeitete in den Kommissionen für Kinder, Kultur und Tourismus der Anwaltskammer Adanas. In der 23. Legislaturperiode der Großen Nationalversammlung der Türkei ist Fatoş Gürkan Abgeordnete für die Provinz Adana. Des Weiteren ist sie Mitglied des Parlamentspräsidiums.
Fatoş Gürkan spricht Englisch, ist verheiratet und Mutter von zwei Kindern.